# Ed Perkins
Pour les articles homonymes, voir Perkins.
Edwin Arend Perkins est un mathématicien canadien né le 31 août 1953, travaillant en théorie des probabilités.

## Biographie
Perkins étudie à l'Université de Toronto où il obtient son Bachelor en 1975, puis il obtient son doctorat en 1979 sous la direction de Frank Bardsley Knight à l'Université de l'Illinois à Urbana-Champaign avec une thèse intitulée A Nonstandard Approach to Brownian Local Time.
Il est professeur invité à l'Université de Strasbourg en 1984 puis en 2001 à l'Université du Wisconsin en même temps qu'il est chercheur à l'Université de Cambridge.
Il est professeur de mathématiques à l'Université de la Colombie-Britannique depuis 1989 et titulaire d'une Chaire Canadienne de Recherche en Probabilités depuis 2001.
Avec Martin T. Barlow il étudie dans les années 1980 la diffusion sur le Tapis de Sierpiński.

## Prix et récompenses
Il est élu à la Société royale du Canada en 1988 et à la Royal Society en 2007.
- 2003 il est lauréat du prix CRM-Fields-PIMS avec John McKay.
- 1986 il reçoit le Prix Coxeter–James.
- 1983 Prix Rollo Davidson
- 2002 prix Jeffery-Williams
- 1996 prix G. de B. Robinson (avec Steven N. Evans).

En 2003 il est élu membre de l'Institute of Mathematical Statistics et en 2003 de l'Institut Fields. De 2007 à 2009 il est Killam Fellow et de 1992 à 1994 Steacie Fellow.
En 1994 il est conférencier invité au Congrès international des mathématiciens de Zurich avec une conférence sur Measure valued branching diffusions and interactions.

## Publications
- On the martingale problem for interactive measure-valued branching diffusions, American Mathematical Society 1995
- avec Donald A. Dawson Measure-valued processes and Renormalization of Branching Particle Systems, in R. Carmona, B. Rozovskii Stochastic Partial Differential Equations: Six Perspectives, American Mathematical Society Mathematical Surveys and Monographs, Band 64, 1999, S. 45-106.
- avec Donald Dawson Historical processes, American Mathematical Society 1991